# Роговичи (Полонский район)
Роговичи (укр. Роговичі) — село в Полонском районе Хмельницкой области Украины.
Население по переписи 2001 года составляло 215 человек. Почтовый индекс — 30520. Телефонный код — 3843.
Занимает площадь 0,722 км². Код КОАТУУ — 6823686501.

## Местный совет
30520, Хмельницкая обл., Полонский р-н, с. Роговичи, ул. Победы, 31